# András Asztalos
András Asztalos (n.?,?-d.?,1611, Nagyszombat) a fost un patrician, mare mecena, scriitor maghiar.